# Le sourire
Le sourire – singel Emmanuela Moire promujący album (Là) où je pars, wydany 2 grudnia 2006 nakładem Warner Music.
Singel notowany był na 31. miejscu walońskiego zestawienia sprzedaży Ultratop 40 Singles w Belgii, a także 7. pozycji na liście Top Singles & Titres we Francji.
Premiera teledysku do piosenki odbyła się w dniu wydania singla, a wyreżyserował go Frank Voiturier

## Lista utworów
- Singel CD[4]

1. „Le sourire” – 3:21
2. „Je vis deux fois” – 3:32
3. „Clip – Le sourire” (Plage Multimedia)

- Promo[5]

1. „Le sourire” – 3:21

## Pozycja na liście sprzedaży
| Kraj    | Notowanie (2006)     | Najwyższa pozycja |
| ------- | -------------------- | ----------------- |
| Belgia  | Ultratop 40 Singles  | 31                |
| Francja | Top Singles & Titres | 7                 |